# سرناباد
سرناباد دهستانی واقع در بخش همایجان یکی از بخش‌های شهرستان سپیدان در استان فارس ایران است. در نزدیکی روستای چشمه زیتون فعلی (سرناباد)، در کوهپایه رشته کوهی به نام دره باریک آثاری به صورت تپه‌ای چهارگوش و تخریب شده  وجود دارد (که در گویش  محلی  این منطقه  به " تُل قلعه چَه"( چَه مخفف چاه )  معروف است  و این تپه حاکی از  وجود یک قلعه ای قدیمی و مربع شکلی ایست که به دوران بسیار دور و درازی تعلق دارد، این منطقه  به نام «سورناباد» یا «سرنآ آباد» یا «سرن آباد» نامیده می‌شود. سرناباد در گذشته یکی از دهستانهای شهرستان نورآباد (ممسنی) و از توابع ایل بزرگ جاوید ممسنی بود مردم این دیار از تبار لر و از طوایفی مانند «پیر حسن عبدالهی»«اولادزکی‌خانی» «میرس» «کجا» و « سیدهای شاه قاسمی» که همگی از طایفه بزرگ جاوید ممسنی محسوب می‌شوند.
نام سرناباد برگرفته از نام سورنا سردار اشکانی و ایرانی است که بسیاری از مورخان زادگاه او را در این منطقه می دانند و آثار باستانی در این منطقه حاکی از این مورد است.